# Цзиндэчжэнь
Цзиндэчжэ́нь (кит. упр. 景德镇, пиньинь Jǐngdézhèn, буквально: «посёлок Цзиндэ») — городской округ в провинции Цзянси КНР.

## История
Во времена империи Хань эти земли были частью уезда Поян.
Во времена империи Тан в 621 году из уезда Поян был выделен уезд Синьпин (新平县), но уже в 625 году он был расформирован. В 716 году был создан уезд Синьчан (新昌县), который в 742 году был переименован в Фулян (浮梁县).
Во времена империи Сун фарфор из посёлка Цзиндэ стал славиться на всю империю, и в последующие эпохи Цзиндэчжэнь развился в один из важнейших торговых городков страны.
После образования КНР был создан Специальный район Лэпин (乐平专区), состоящий из 7 уездов; в его составе посёлок Цзиндэ был затем выделен из уезда Фулян в отдельный городской уезд Цзиндэчжэнь. В 1950 году Специальный район Лэпин был переименован в Специальный район Фулян (浮梁专区).
8 октября 1952 года Специальный район Шанжао (上饶专区) и Специальный район Фулян были объединены в Специальный район Интань (鹰潭专区). 6 декабря 1952 года власти специального района переехали из Интаня в Шанжао, и Специальный район Интань был переименован в Специальный район Шанжао.
С 1953 года городской уезд Цзиндэчжэнь был выделен из состава специального района и подчинён напрямую властям провинции Цзянси. В 1954 году в составе Цзиндэчжэня был образован Пригородный район (郊区).
10 ноября 1958 года уезд Фулян был передан под юрисдикцию Цзиндэчжэня. В 1960 году уезд Фулян был расформирован, а входившие в его состав структуры и земли перешли под прямое управление властей Цзиндэчжэня.
В 1970 году урбанизированная зона Цзиндэчжэня стала районом Цзинбэй (景北区), а Пригородный район был переименован в район Цзиннань (景南区).
В 1980 году районы Цзиннань и Цзинбэй были переименованы соответственно в Чанцзян и Чжушань, а на землях бывшего уезда Фулян были созданы районы Эху (鹅湖区) и Цзяотань (蛟潭两).
В июле 1983 года постановлением Госсовета КНР уезд Лэпин был передан из состава округа Шанжао (上饶地区) под юрисдикцию Цзиндэчжэня.
В октябре 1988 года районы Эху и Цзяотань были вновь объединены в уезд Фулян.
В сентябре 1992 года уезд Лэпин был преобразован в городской уезд.

## Административно-территориальное деление
Городской округ Цзиндэчжэнь делится на 2 района, 1 городской уезд, 1 уезд:
| Карта                       | Статус  | Название | Иероглифы     | Пиньинь | Площадь (км²) | Население (2010) |
| --------------------------- | ------- | -------- | ------------- | ------- | ------------- | ---------------- |
| Чжушань Чанцзян Фулян Лэпин |         |          |               |         |               |                  |
| Район                       | Чанцзян | 昌江区   | Chāngjiāng qū |         |               |                  |
| Район                       | Чжушань | 珠山区   | Zhūshān qū    |         |               |                  |
| Городской уезд              | Лэпин   | 乐平市   | Lèpíng shì    |         |               |                  |
| Уезд                        | Фулян   | 浮梁县   | Fúliáng xiàn  |         |               |                  |

## Экономика

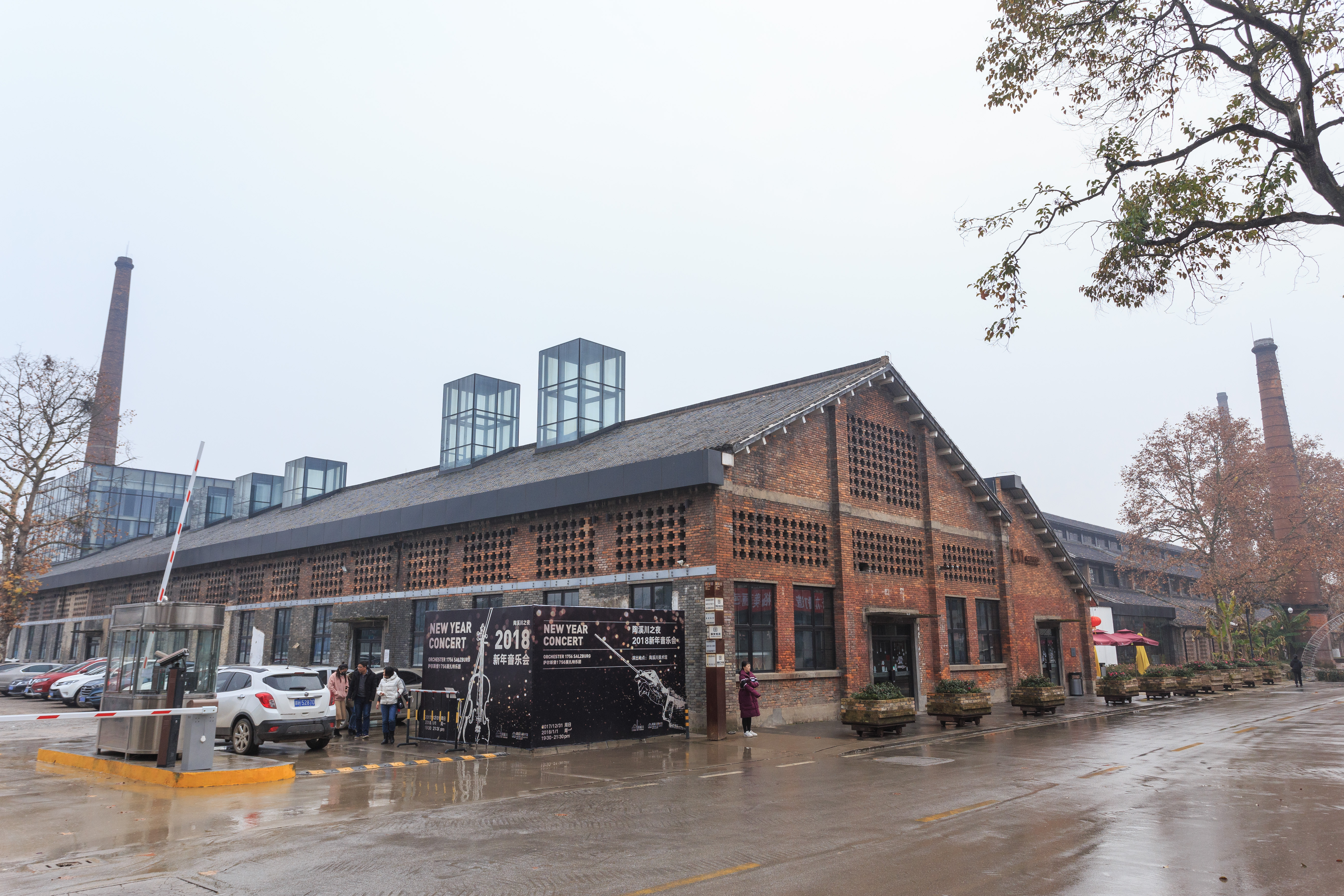
Фарфоровая фабрика «Ючжоу»

Цзиндэчжэнь известен как «фарфоровая столица» Китая. История изготовления керамики и фарфора в Цзиндэчжэне насчитывает более двух тысяч лет. Ежегодно в округе проходит масштабная Китайская международная выставка керамики.
В округе расположены автомобильный завод Jiangxi Changhe Automobile (подразделение BAIC Group по выпуску кроссоверов, внедорожников, микроавтобусов и минивэнов), Китайский НИИ вертолётостроения и вертолётный завод Changhe Aircraft Industries Corporation (подразделение корпорации AVIC).

## Культура
- Музей императорской печи[5]